# Synaphosus yatenga
Synaphosus yatenga är en spindelart som beskrevs av Ovtsharenko, Levy och Norman I. Platnick 1994. Synaphosus yatenga ingår i släktet Synaphosus och familjen plattbuksspindlar. Inga underarter finns listade i Catalogue of Life.